# Kloster Arendsee

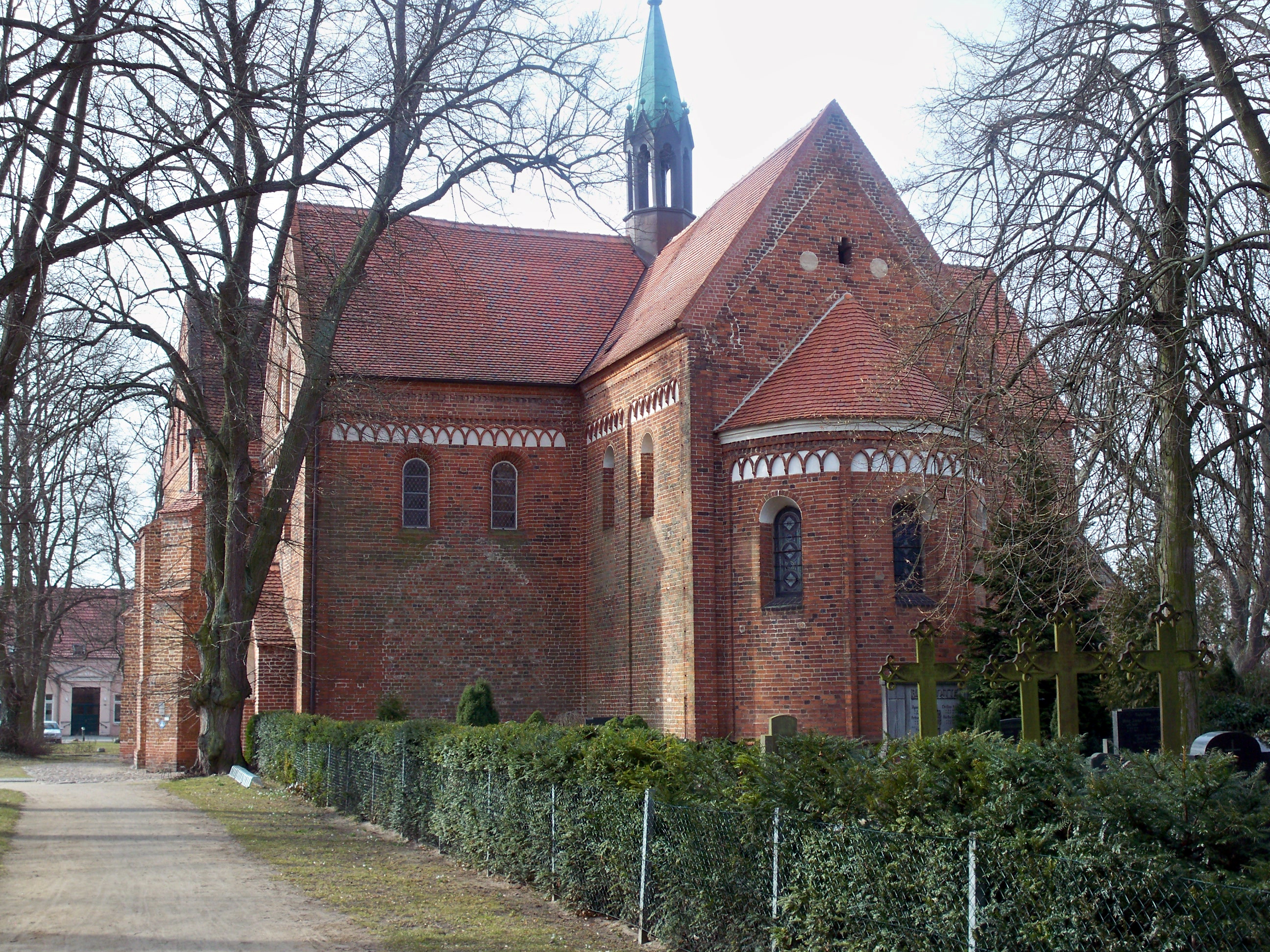
Klosterkirche von Osten

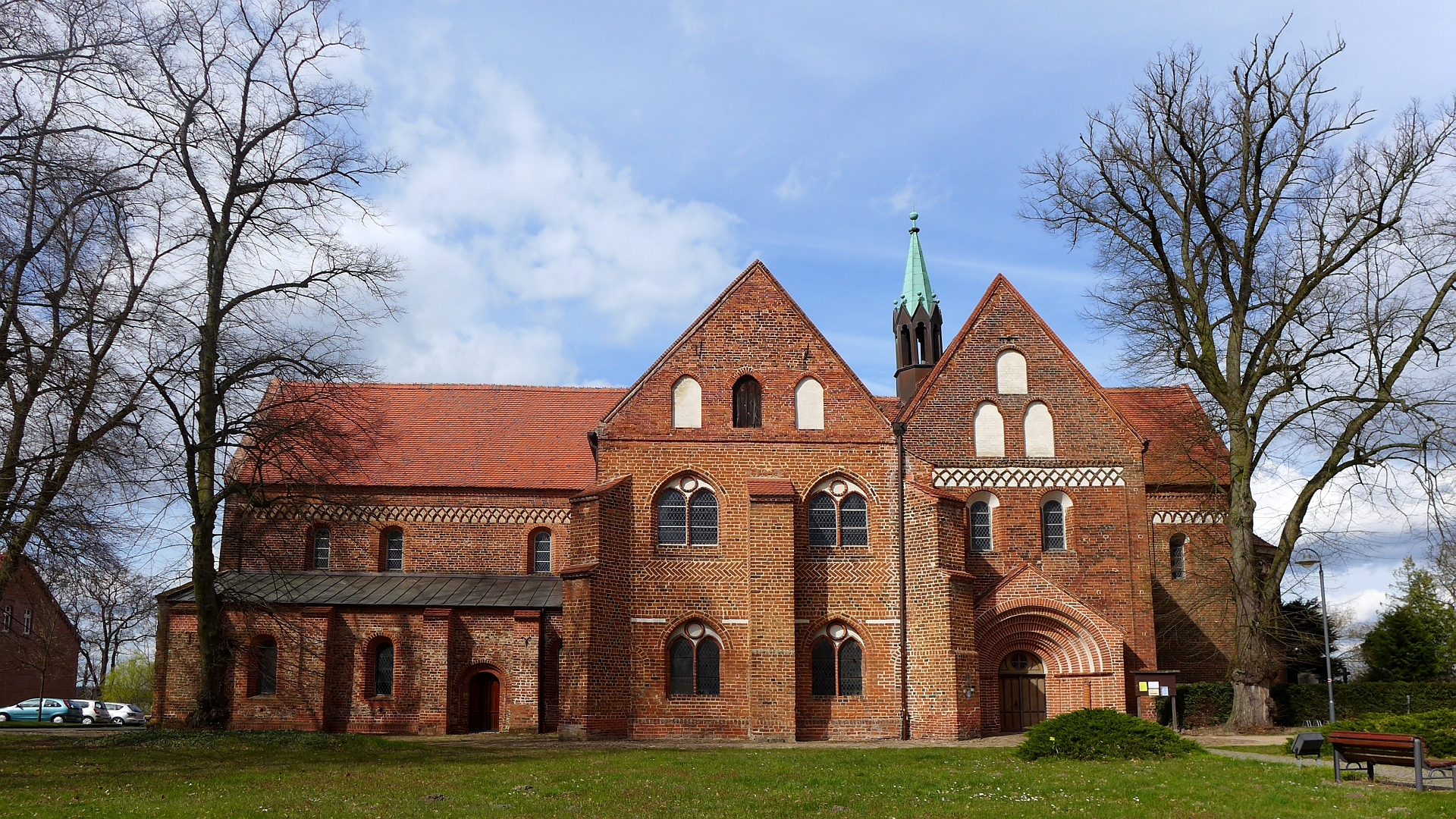
Klosterkirche von Süden mit Propstkapelle und Hauptportal

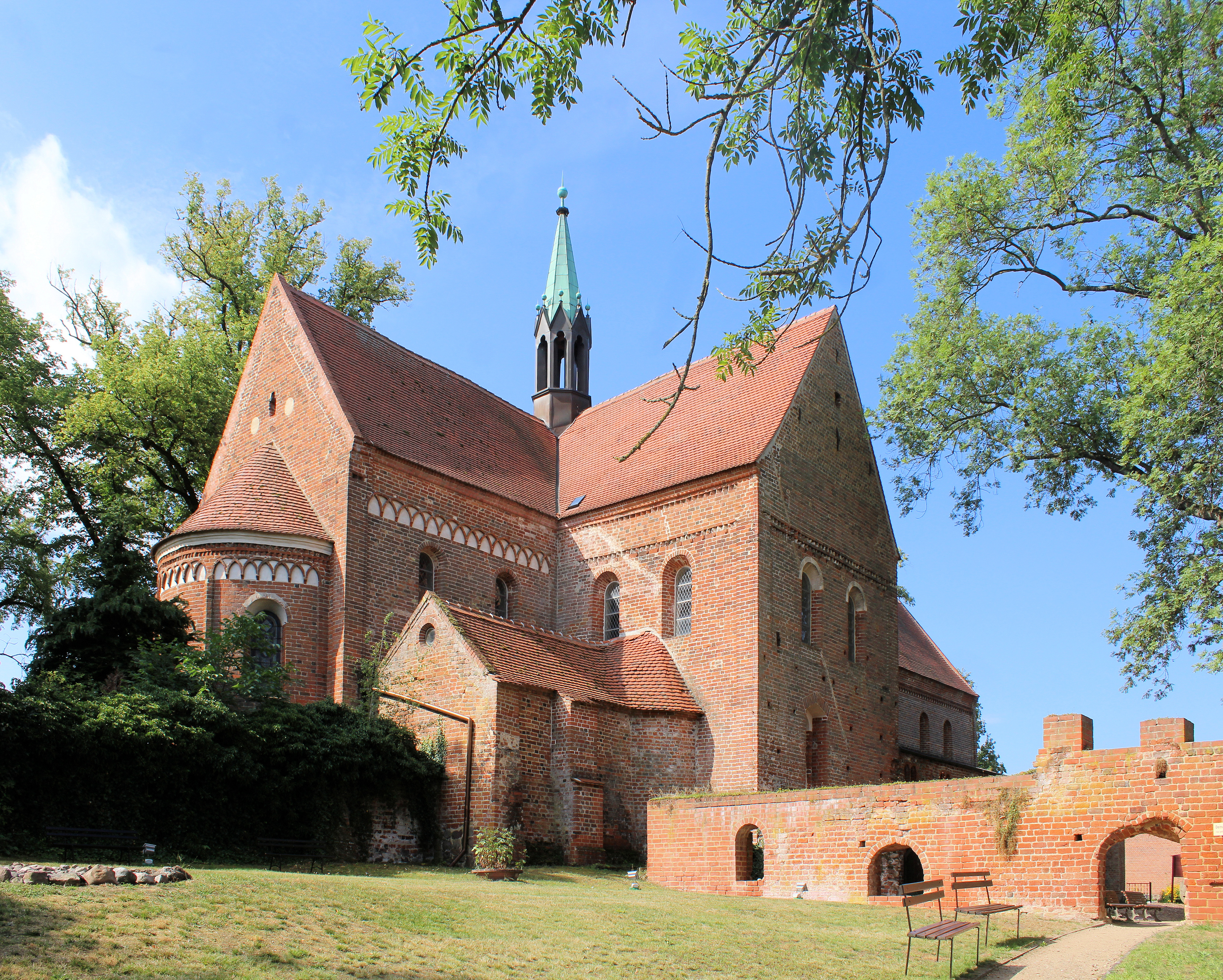
Klosterkirche von Nordosten

Das Kloster Arendsee (Ausspracheⓘ) ist ein ehemaliges Benediktinerinnen-Kloster im Rang eines Priorates im Ort Arendsee im Nordwesten Sachsen-Anhalts. Die Klosterkirche wird der Backsteinromanik zugerechnet. Sie ist Maria, Johannes und Nikolaus geweiht und ist heute Pfarrkirche der evangelisch-lutherischen Kirchengemeinde Arendsee. Die Kirche bildet zusammen mit dem ehemaligen Klostergelände den nördlichsten Punkt der Straße der Romanik.

## Geschichte
Das Kloster wurde Weihnachten 1183 von Markgraf Otto I. und seiner Ehefrau Adelheid gegründet. Es gehörte zum Bistum Verden und sollte die Herrschaft der Askanier festigen. Die Klosterkirche wurde ab 1185 von Jerichower Baumeistern im spätromanischen Stil aus Backstein errichtet, etwa zeitgleich mit der Klosterkirche Diesdorf. Als Vorbild dienten Elemente des Liebfrauenstifts in Altenburg und des Lübecker Doms. 1208 wurde die Kirche geweiht, aber erst 1240 fertiggestellt. Etwa um 1232 wurde eine Klosterschule für Kinder von Adligen eingerichtet. Die heute teilweise noch vorhandenen Klostergebäude wurden erst Mitte des 13. Jahrhunderts errichtet. Die Siedlung Arendsee entstand ungefähr ab 1200 in der Nähe des Klosters.
Um 1280 wurde zwischen dem Querhaus und dem südlichen Seitenschiff als Anbau die Propstkapelle gebaut, die rund  200 Jahre später um ein Stockwerk erhöht wurde. 1481 lebten 70 Nonnen in dem Kloster. 1540 wurde es von Kurfürst Joachim II. säkularisiert und in ein evangelisches Frauenstift für Adlige umgewandelt. Die Klostergüter und der Wirtschaftshof des Klosters bildeten seitdem das landesherrliche Amt Arendsee. 1722 wurde die südliche Apsis abgerissen. Das Stift wurde 1812 aufgelöst. 1826 wurden Mauern des Klosters zum Wiederaufbau der Stadt nach einem Brand verwendet. Seither ist das Kloster eine Ruine. 1850 bis 1851 wurde die Kirche renoviert und die Ausstattung ergänzt. Dabei wurde ein Dachreiter auf die Vierung gesetzt, eine Dreibogengruppe an der Südwand hinzugefügt sowie eine Kanzel und eine Orgelempore eingebaut. Das Klostergelände – ohne die Kirche – wurde 1921 von der Stadt übernommen und 1991 einem Förderverein übertragen.

### Konvent
Dem Kloster Arendsee stand eine Priorin vor. Daneben sind die Ämter der Subpriorin, Seniorin, Küsterin, Scholastica, Kämmerin und Sakristanin nachweisbar. Nach außen wurde das Kloster durch einen Propst vertreten.

### Priorinnen
Die Namen folgender Priorinnen sind überliefert:
- 1232 Kunigunde
- 1283–1289 Gerburg
- 1298 Kunigunde
- 1350–1351 Jutta
- unklar Sophia von Sydow[9]
- 1353–1369 Adelheid von Wustrow
- 1377–1394 Adelheid von Brietzke
- 1425 Anna von Rintdorf
- 1441–1447 Sophia Krusemark
- 1449–1458 Mechthild von Quitzow[10]
- 1481–1483 Geseke von Bülow
- 1532–1533 Anna von Jagow
- 1556 Anna von Wenckstern
- 1568–1576 Katharina von Jeetze

## Architektur, Ausstattung und Nutzung der Kirche

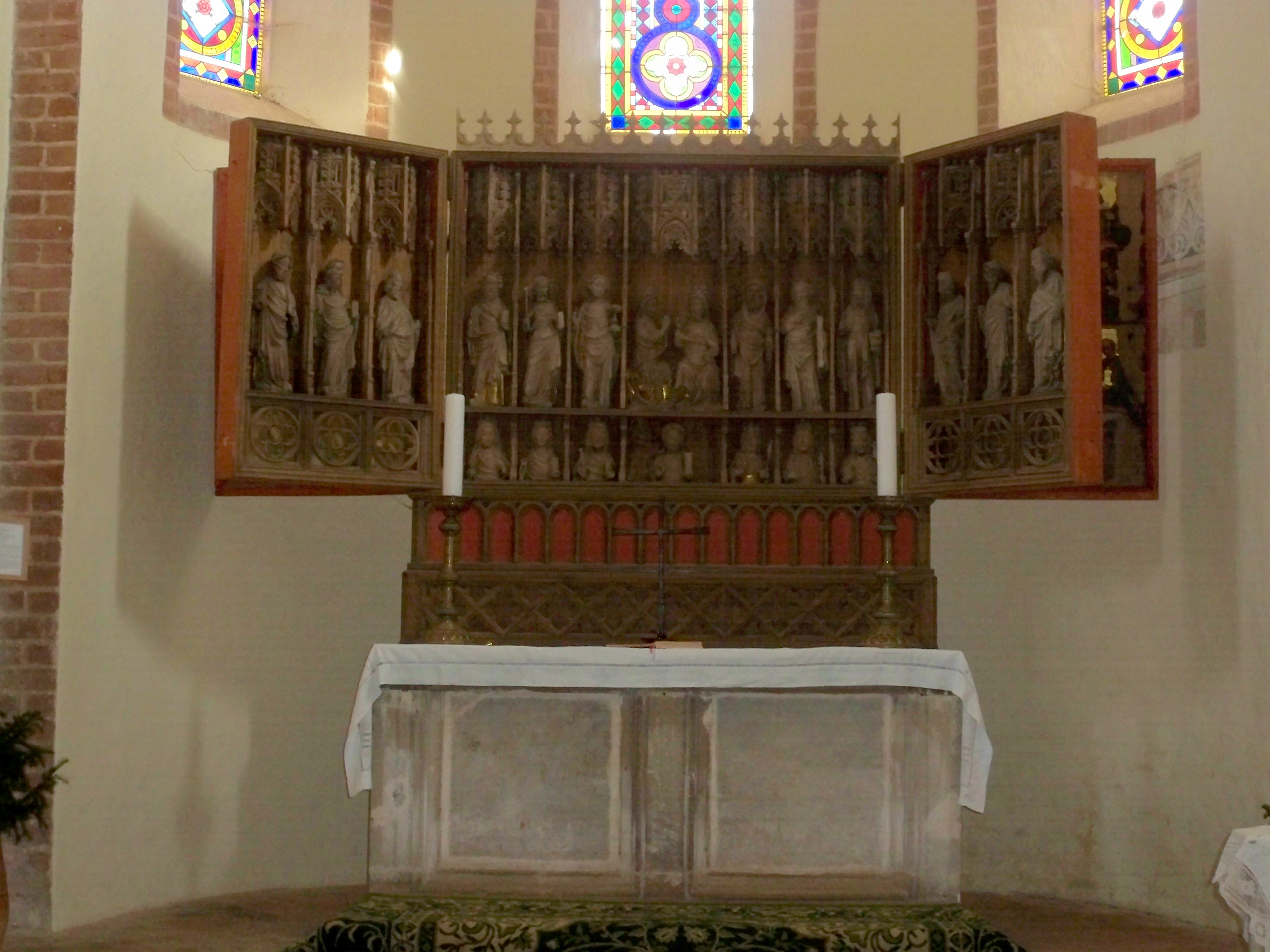
Altar

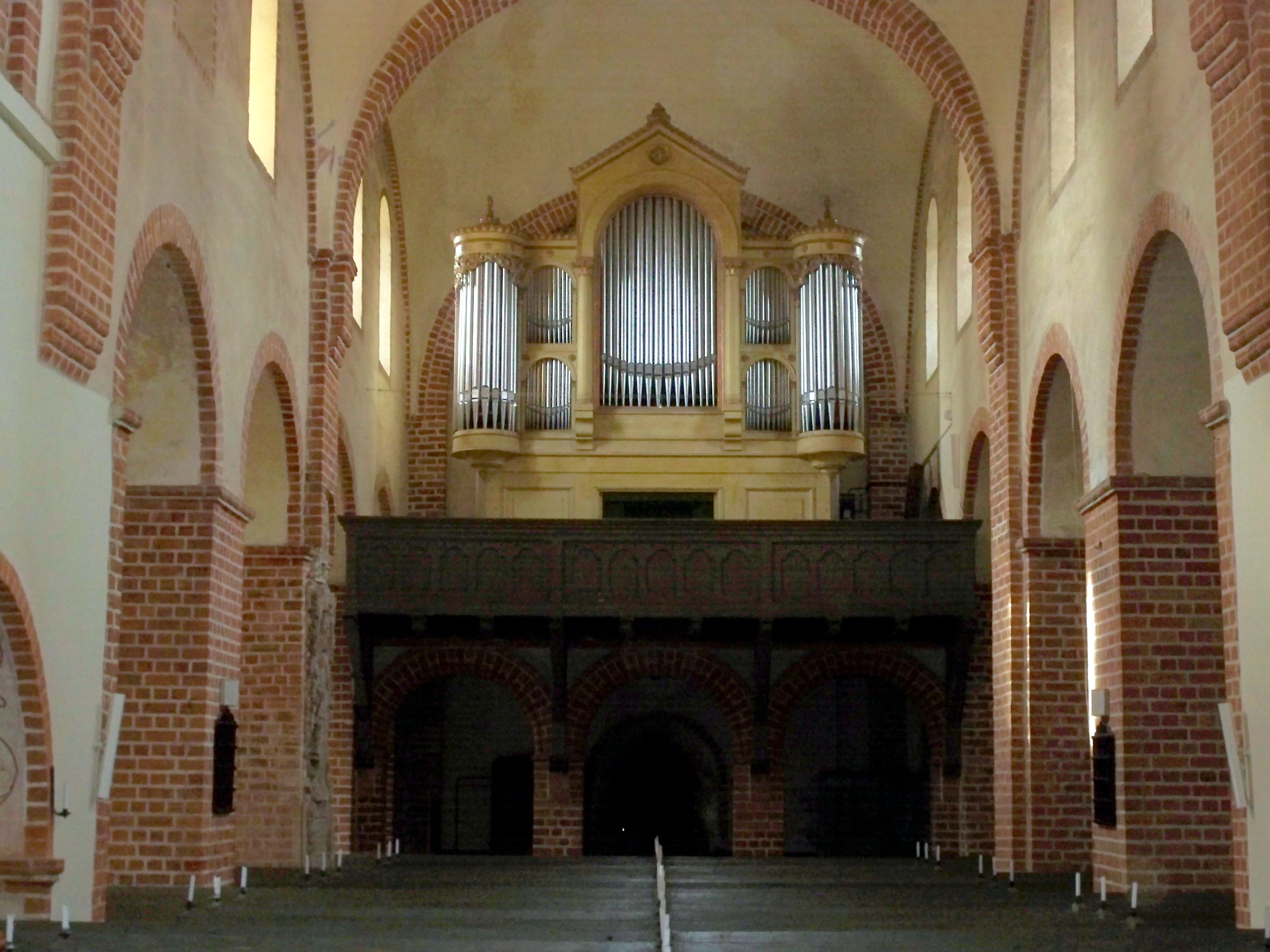
Kirchenschiff Richtung Westen mit Orgel

Die Klosterkirche ist eine dreischiffige, vollständig gewölbte, turmlose Pfeilerbasilika. Sie ist mit 49,5 Meter Länge und einer Traufhöhe von etwa 11,3 Metern eine der größten Kirchen der Altmark. Das romanische Hauptportal auf der Südseite ist siebengliedrig. Die Kirche verfügt über fein ornamentierte Friese, etwa Rautenfriese an der Querhaussüdwand.
Ursprünglich gab es auf der Ostseite drei Apsiden, von denen die südliche Apsis entfernt wurde.
Das Innere ist hell gestrichen. Im Kontrast dazu stehen die Ornamente aus Backstein. Im Inneren befinden sich schmucklose Kapitelle mit Palmettendekor auf den Kämpfern.
Zur Ausstattung gehört eine große Altarmensa aus Sandstein, die im frühen 13. Jahrhundert gefertigt wurde und in der Ostapsis steht. Auf ihm steht ein gotischer Wandelaltar aus dem 14. Jahrhundert mit Mittelschrein und auf jeder Seite zwei Flügeln. Weiterhin verfügt die Kirche über ein frühgotisches Kruzifix aus Eichenholz, das an der Südwand hängt. Der polygonale Oberteil des schlichten Taufsteins ist vermutlich ebenfalls gotisch. Die Kanzel befindet sich am nordöstlichen Vierungspfeiler, die Orgel auf der Empore am westlichen Ende des Langhauses. In der Kirche befinden sich mehrere Grabsteine und Epitaphien.
Die Klosterkirche ist heute Pfarrkirche der evangelisch-lutherischen Kirchengemeinde Arendsee, die Teil des Kirchspiels am Arendsee ist. Kirche, Kreuzgang und Klosterhof werden häufig für Konzerte und andere kulturelle Veranstaltungen genutzt. Im Rahmen des alljährlichen Altmärkischen  Musikfestes finden regelmäßig Veranstaltungen in der Klosterkirche statt. Rund 12.000 Menschen besuchen jährlich die Anlage.

## Klostergelände

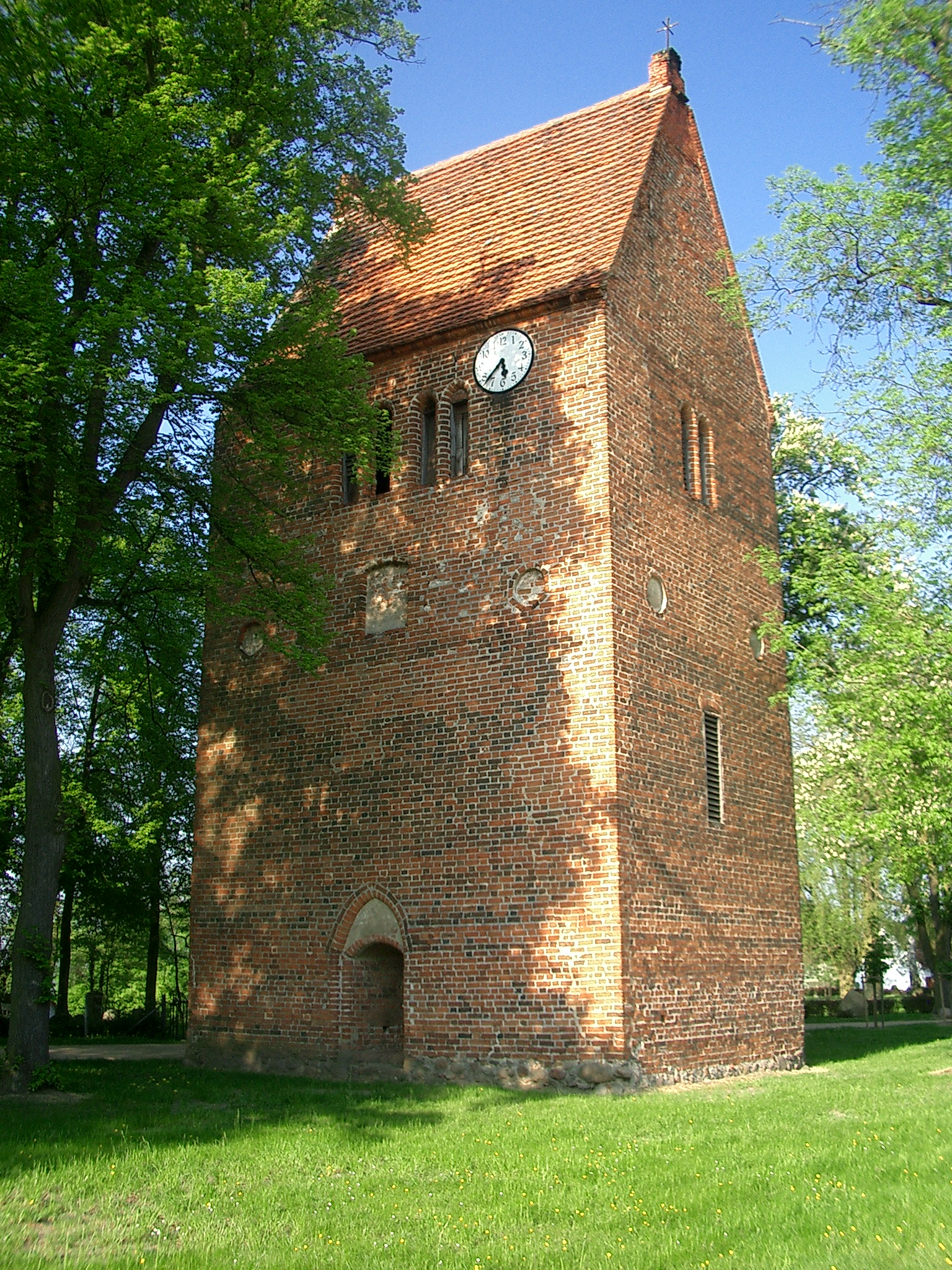
Kluthturm

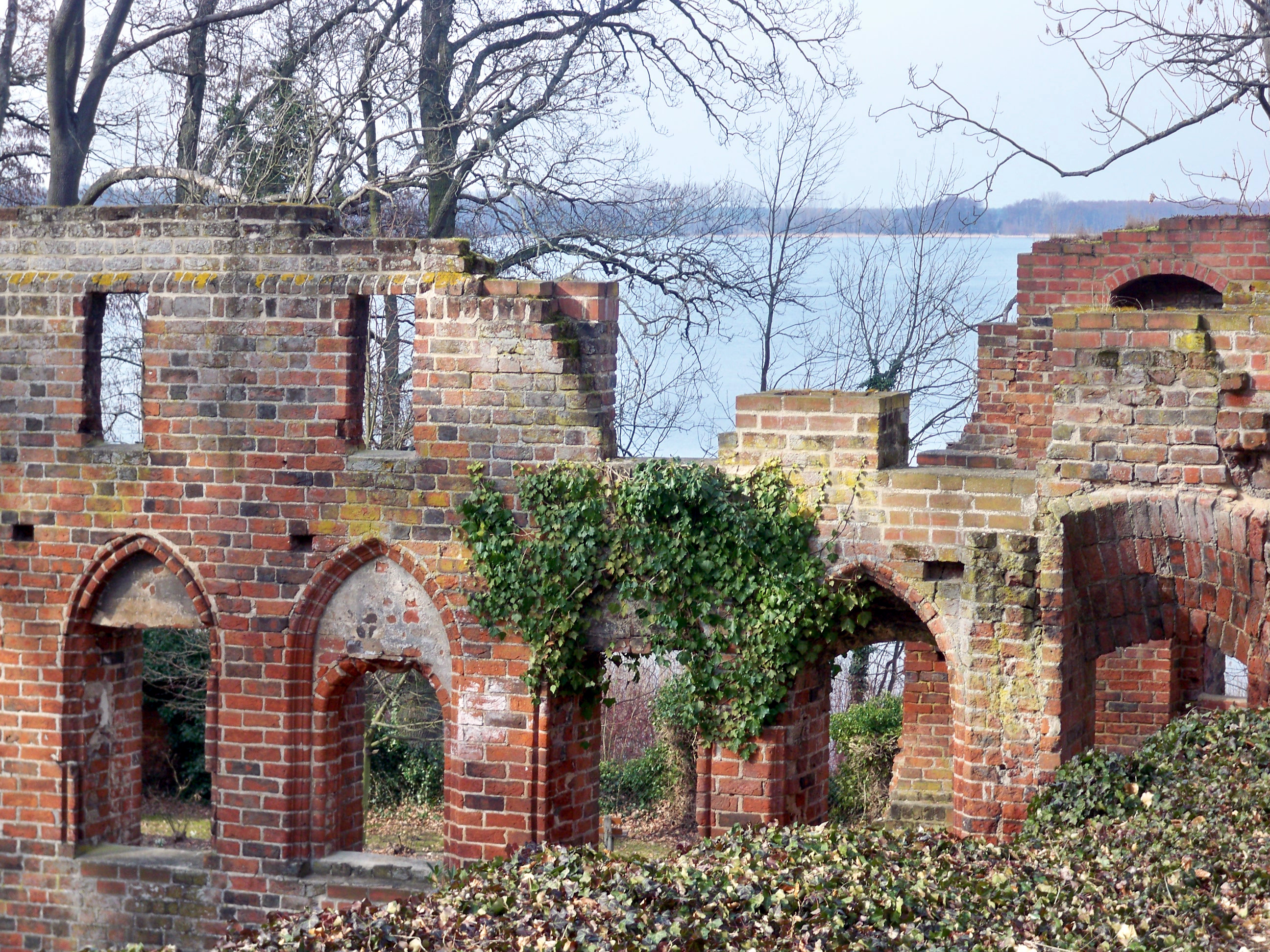
Teil der Klosterruine mit Blick auf den Arendsee

Das Gelände befindet sich weniger als 100 Meter vom Südufer des Arendsees entfernt und liegt etwa zehn Meter oberhalb des Wasserspiegels. Die Ruinen der ehemaligen Klostergebäude nördlich der Kirche, überwiegend Wände aus Backstein mit Fensteröffnungen, umfassen den Klosterhof, in dem der ehemalige Nonnenfriedhof liegt. Entlang dem nördlichen Seitenschiff der Kirche liegt der einzige erhaltene Kreuzgangflügel, der aus der Spätgotik stammt und zweistöckig ist. Nach Norden hin schließt sich eine durchgehende Mauer an, die den inneren Klosterbereich vom Klostergarten abtrennte, eine niedrige „Demutspforte“ enthält und im weiteren Verlauf die Außenwand des Kapitelsaals und des Dormitoriums bildete. Quer dazu, parallel zum Seeufer, liegen weitere Wände, die unter anderem zum früheren Refektorium und der Küche gehörten. Im so gebildeten Innenhof befindet sich eine Veranstaltungsbühne, auf der zum Beispiel Theaterstücke aufgeführt werden.
Östlich der Kirche befindet sich ein bis heute genutzter Friedhof sowie der frühere äußere Klosterbereich, in dem sich Wirtschaftsgebäude und Fischteiche befanden. Heute stehen dort noch einige Mauern sowie der vollständig erhaltene, wahrscheinlich im 15. Jahrhundert erbaute Kluthturm, der als Glockenturm genutzt wird. Im Norden des alten Klostergartens steht unweit des Seeufers ein weiß verputztes Gebäude, das früher ein Hospital war und heute als Heimatmuseum dient. Auf dem Klostergelände stehen zahlreiche alte Laubbäume. Die Straße Amtsfreiheit führt südlich an der Kirche und dem Klostergelände vorbei.

## Sonstiges
Das Frauenstift im Kloster Arendsee spielt eine Rolle in Theodor Fontanes Novelle Grete Minde, die um 1617 spielt. Der Lebensgefährte Grete Mindes, Valtin, wird auf dem Klosterfriedhof bestattet, da der Ortspastor die Beerdigung auf seinem Friedhof verweigert hat. Im Epilog des Buches werden zwei Stiftsdamen beschrieben, die von Grete Mindes Tod in Tangermünde erfahren haben und die Einzigen sind, die Mitleid mit Grete Minde äußern. Ein Gedenkstein auf dem Klostergelände erinnert an Fontanes Besuch 1859 in Arendsee.

## Archivalien
- Urkundenüberlieferung des Klosters Arendsee im Landesarchiv Sachsen-Anhalt, Abteilung Magdeburg
- Digitalisat des Kopialbuch des Klosters Arendsee (Signatur: LASA, Cop., Nr. 1915b) im Landesarchiv Sachsen-Anhalt, Abteilung Magdeburg